# قطعنامه ۱۹۳۳ شورای امنیت
قطعنامه  ۱۹۳۳ شورای امنیت سازمان ملل متحد که در تاریخ ۳۰ ژوئن ۲۰۱۰ تصویب شد، سندی بین‌المللی دربارهٔ بررسی وضعیت در ساحل عاج است. این قطعنامه طی نشست ۶۳۵۰ام با ۱۵ رای موافق، ۰ مخالف و ۰ ممتنع تصویب شد.